# 메토트렉세이트
메토트렉세이트(methotrexate, MTX, 이전 명칭: 아메톱테린/amethopterin)는 화학작용제이자 면역계 억제제이다. 암, 자가면역질환, 자궁외임신의 치료, 그리고 의학적 낙태를 위해 사용된다. 메토트렉세이트를 사용하는 암의 종류로는 유방암, 백혈병, 폐암, 림프종, 임신영양막병, 골육종이 있다. 적응증이 되는 자가면역질환의 유형으로는 건선, 류머티스 관절염, 크론병이 있다. 경구나 주사로 투여할 수 있다.
흔한 부작용으로는 구역질, 피곤, 발열, 감염 위험의 증가, 백혈구 감소, 구내염이 나타날 수 있다. 다른 부작용으로는 간질환, 폐질환, 림프종, 그리고 심각한 피부 발진이 발생한 수 있다. 장기적인 치료를 받는 사람은 부작용에 대해 주기적으로 검사하는 것이 좋다. 모유 수유 중에 복용하는 것은 안전하지 않다. 신부전 환자의 경우 적은 양을 복용하는 것이 필요할 수 있다. 신체의 엽산 사용을 차단함으로써 동작한다.
메토트렉세이트는 1947년 개발되어 처음에는 암 치료를 위해 의학용으로 사용되기 시작했으며 현재의 치료방식보다 독성이 덜했다. 1956년, 전이암의 최초 치료에 사용되었다. 의료제도에 필수적인 가장 효과적이고 안전한 의약품 목록인 WHO 필수 의약품 목록에 등재되어 있다. 메토트렉세이트는 제네릭 의약품으로 구매가 가능하다. 개발도상국의 도매가는 2014년 구강 섭취 기준으로 하루에 US$0.06 ~ US$0.36 사이이다. 미국의 경우, 경구 투여를 통한 치료에는 보통 $25 ~ $50의 비용이 든다. 2016년 기준, 미국에서는 400만 건 이상의 처방과 더불어 152번째로 처방을 많이 받은 약물이었다.

## 의학적 사용

### 항암화학요법
메토트렉세이트는 본래 화학요법에 사용하기 위해 개발되어, 단독 또는 다른 약제와 함께 사용되어 왔다. 유방의 고형 종양, 두경부암, 폐암, 방광암, 급성 림프구성 백혈병, 비호지킨 림프종, 골육종, 담관암, 그 외 영양막 신생물 등 각종 암 치료에 효과적이다.

### 자가면역질환
본래 메토트렉세이트는 항암제 용도로 개발되었으나, 저용량 투여할 때는 특정 자가면역질환의 치료에 대부분 안전하며 효과적인 약제로 쓰일 수 있다.
메토트렉세이트는 성인의 여러 가지 자가면역질환 치료에 항류마티스제로 쓰인다. 그 예로는 류마티스 관절염, 건선, 건선성 관절염, 반응성 관절염, 장병성 관절염, 근육염, 전신경화증, 루푸스, 유육종증, 크론병, 습진, 여러 종류의 혈관염 등이 있다. 어린이에서는 청소년성 피부근육염, 청소년성 특발성 관절염, 포도막염, 국소피부경화증 등의 치료에 사용된다.
메토트렉세이트는 류마티스 관절염의 일차 치료제 중 하나이다. 코크란 리뷰에서 1주일에 5~25mg 용량 투여 시 12~52주 치료 기간 동안 치료에 이득이 있었다고 보고하였다. 그러나 치료 중단율은 부작용으로 인해 16% 정도로 높았다.
저용량의 메토트렉세이트를 아스피린과 같은 비스테로이드성 항염증제(NSAIDs)나, 파라세타몰과 같은 진통제와 병용하는 것은 적절한 모니터링 하에서 실시할 시 류마티스 관절염 치료를 받고 있는 환자에서도 비교적 안전한 치료법이다. 한편 메토트렉세이트는 설파살라진이나 하이드록시클로로퀸과 같은 고전적인 항류마티스제와 병용하기도 한다.
초기 류마티스 관절염 치료의 효과에 대해 연구한 체계적 문헌고찰에서는, 메토트렉세이트 단독 치료보다 TNF 억제제나 다른 생물학적 제제와 병용 투여했을 때 치료 효과를 개선할 수 있다고 밝혔다.
유사하게, 2016년의 연구에서는 메토트렉세이트를 TNF 억제제와 병용 투여했을 때 궤양성 대장염 치료에 효과적이라고 밝혔다.
메토트렉세이트는 다발경화증 치료에도 쓰이며, 간혹 전신 홍반 루푸스 치료에 사용된다. 이를 뒷받침하는 잠정적인 근거 연구가 존재한다.

### 임신 중 사용
메토트렉세이트는 낙태제로, 나팔관이 파열되지 않은 경우 자궁외임신의 치료에 쓰기도 한다. 메토트렉세이트 투여와 확장소파술을 동시에 실시해 포상기태 치료에 이용하기도 한다. 드물게는 미페프리스톤과 병용하여 정상 임신을 낙태하는 데에 쓰이기도 한다.

### 투여
메토트렉세이트는 경구 투여, 근육 주사, 정맥 주사, 피하 주사, 수막내공간 투여 등의 방식으로 투여할 수 있다. 독성을 제한하기 위해 대개 하루가 아닌 1주일에 한 번 투여한다. 루틴으로 일반 혈액 검사, 간 기능 검사, 크레아티닌을 감시하도록 권고된다. 크레아티닌 측정인 최소 2달에 한 번 실시하도록 권고된다.
부작용을 최소화하기 위해, 메토트렉세이트를 투여할 때 엽산을 흔히 같이 처방한다.

## 부작용
흔한 부작용에는 간독성, 구내염, 혈액의 이상(백혈구감소증, 빈혈, 혈소판감소증, 감염 위험 증가, 탈모, 식욕부진, 구역질, 복통, 설사, 피로감, 발열, 어지럼증, 졸림, 두통, 급성 폐렴, 콩팥 기능 손상 등이 있다. 또한 메토트렉세이트는 점막염을 일으키기도 한다.
메토트렉세이트로 인한 폐렴은 치료의 드문 합병증으로, 류마티스 관절염 치료 임상시험을 봤을 때 점차 감소하고 있는 것으로 보인다.
메토트렉세이트는 기형을 유발하며, 임신 전 최소 4주 동안은 복용을 중단하고 임신과 수유 중에는 복용하지 않아야 한다. 한편 여성 쪽이 임신을 시도하는 중, 남성 파트너가 메토트렉세이트를 복용하는 것은 안전하다고 지침이 개정되었다.
골수염, 백질뇌병증 등의 중추신경계 반응이 보고되기도 하였는데, 특히 직접 뇌척수액으로 들어가도록 수막내공간으로 메토트렉세이트를 투여한 경우에 그러하였다. 한편 피부 부작용도 여럿 나타났는데, 특히 고용량으로 투여하였을 경우 부작용이 잘 나타났다.
잘 알려지지는 않았으나 또 다른 발생 가능한 심각한 부작용은 신경 손상과 기억 상실이다. 신경독성은 메토트렉세이트가 뇌혈관장벽을 가로질러 대뇌피질의 신경세포를 손상시켜 발생할 수 있다. 메토트렉세이트 치료를 받고 있는 환자들에서 발생할 수 있는 이런 신경 손상을 "chemo brain"이나 "chemo fog"라고 부르기도 한다.

## 약물 상호작용
페니실린은 메토트렉세이트의 배출을 줄여 독성 위험을 높일 수 있다. 두 약물을 같이 투여하는 것은 가능하지만, 모니터링을 더욱 철저히 하는 것이 권고된다. 아미노글리코사이드 계열 약물인 네오마이신과 파로모마이신은 메토트렉세이트의 위장관 흡수를 감소시키는 것으로 알려져 있다. 프로베네시드는 메토트렉세이트의 배설을 억제하여 메토트렉세이트의 독성 발생 위험을 증가시킨다. 유사하게, 레티노이드와 트리메토프림은 메토트렉세이트와 상호작용하여 각각 추가적인 간독성과 혈액독성을 유발할 수 있다고 밝혀져 있다.
시클로스포린 같은 다른 면역억제제는 메토트렉세이트의 혈액학적 효과를 강화하여 잠재적인 독성의 원인이 될 수 있다. 비스테로이드 항염증제(NSAIDs) 역시 메토트렉세이트와 치명적인 상호작용을 일으키는 것이 여러 증례 보고를 통해 알려져 있다. 아산화 질소가 메토트렉세이트의 혈액독성을 강화하는 것 역시 밝혀져 있다.
오메프라졸과 같은 양성자 펌프 억제제(PPIs)나 발프로산 같은 항경련제, 시스플라틴과 같은 신독성을 가지는 약제, 위장관약인 콜레스티라민과 단트롤렌 등은 메토트렉세이트의 혈장 내 농도를 높인다.

## 작용 기전

위쪽에 그려진 엽산과 아래쪽에 그려진 메토트렉세이트는 그 구조가 매우 유사하다. 이 때문에 메토트렉세이트는 엽산을 조효소로 사용하는 여러 효소의 경쟁적 저해제로 작용한다.

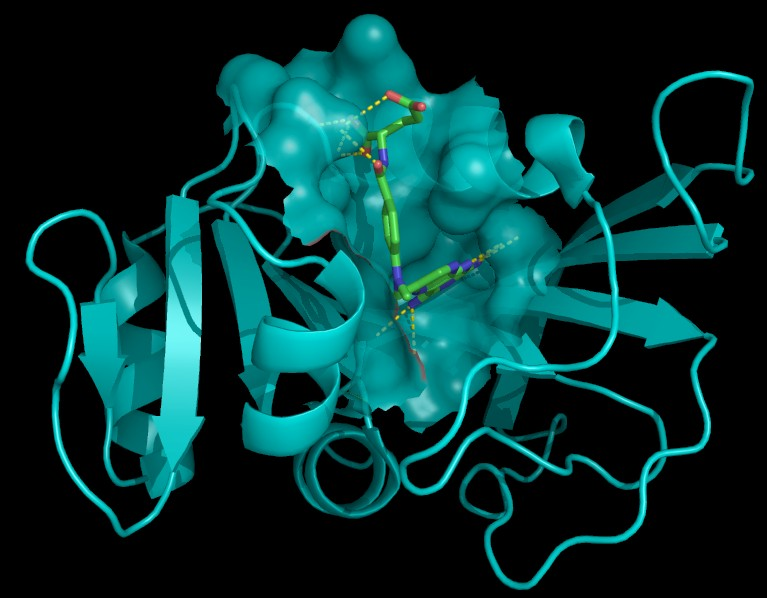
메토트렉세이트(초록색)는 DHFR(파란색)의 활성 부위에서 복합체를 이룬다.

메토트렉세이트는 항대사물질, 그중에서도 항엽산제에 속한다. 메토트렉세이트가 암과 류마티스 관절염을 치료하는 방법은 두 가지 서로 다른 경로를 통해서라고 추정된다. 암의 경우, 메토트렉세이트는 사수소엽산 합성에 관여하는 효소인 이수소엽산 환원효소(DHFR)를 경쟁적으로 저해한다. 메토트렉세이트가 DHFR에 대해 보이는 친화성은 이수소엽산이 가지는 친화력의 1000배 정도에 이른다. DHFR은 이수소엽산이 활성을 가지는 물질인 사수소엽산으로 변환되는 과정을 촉매한다. 사수소엽산은 뉴클레오사이드 티미딘의 신생합성(데노보합성)에 필요하며, 티미딘은 DNA 복제 과정에서 새로운 DNA를 합성하는 데에 필수적이다. 또한, 엽산은 퓨린과 피리미딘 염기를 합성하는 데에도 반드시 필요하다. 따라서 메토트렉세이트는 DNA, RNA, 티미딜레이트, 단백질 합성을 억제하는 효과를 나타낸다.
류마티스 관절염의 치료에 있어서 DHFR 억제는 주된 작용 기전이 아닌 것으로 생각되며, 그보다는 다른 여러 기전이 작동하는 것으로 여겨진다. 그 예로는 1. 퓨린 대사에 관여하는 효소를 억제하여 아데노신을 축적시키거나, 2. T세포의 활성화를 억제하며 T세포가 발현하는 세포내 부착 분자를 억제하는 방식, 3. B세포의 선택적 하향조절, 4. 활성화된 T세포의 CD95에 대한 감수성을 증가시키는 기전, 5. 메틸기전이효소 활성을 억제하여 면역계 기능에 관여하는 효소 활성을 비활성화시키는 기전 등이 있다. 메토트렉세이트의 또 다른 작용 기전은 인터루킨 1β가 세포 표면의 수용체에 결합하는 과정을 억제하는 것이다. 따라서 메토트렉세이트는 항사이토카인제로도 작용한다.

## 역사

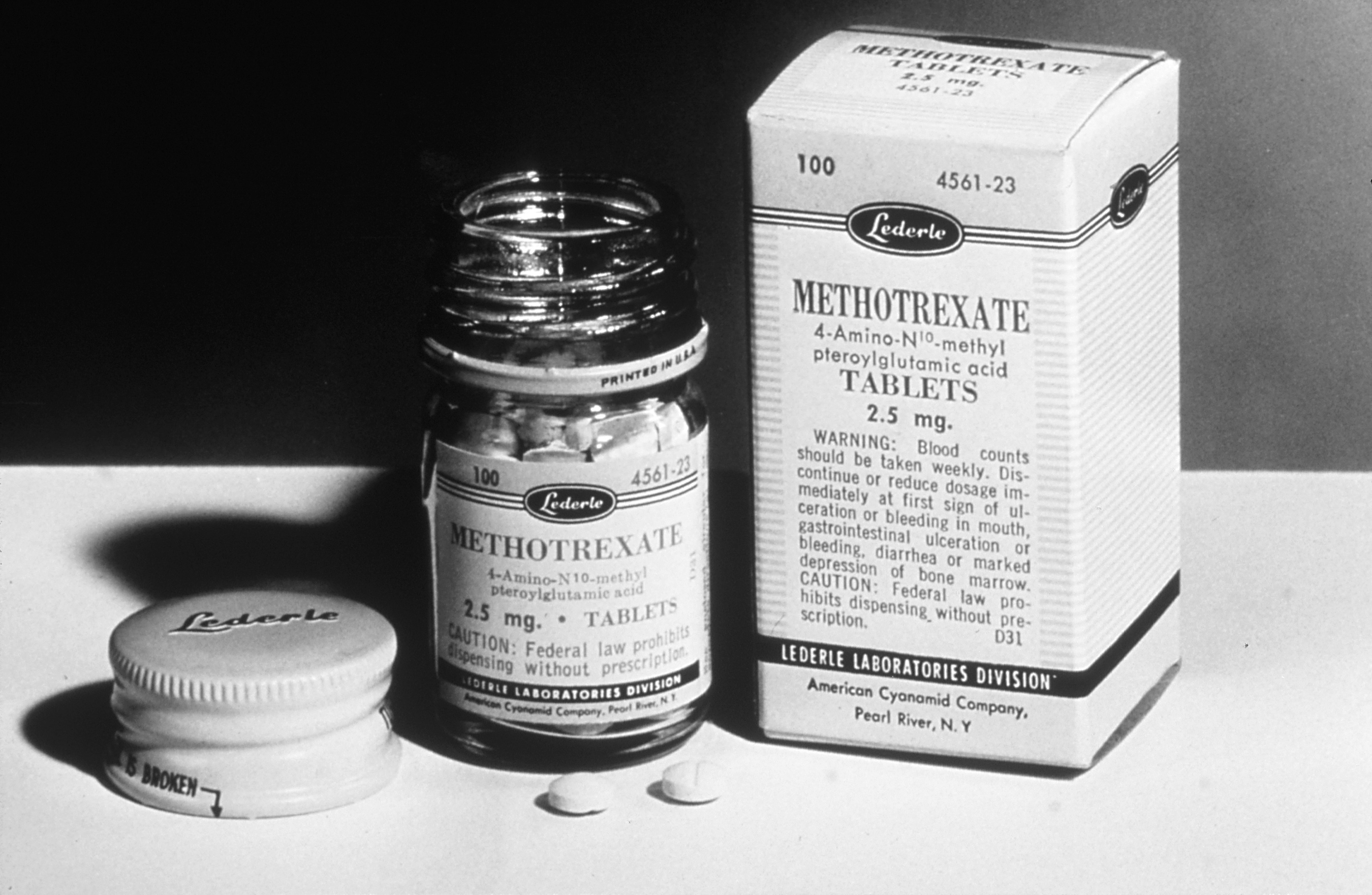
1950년대 초반 들어 최초로 사용되기 시작한 항암제 중 하나인 메토트렉세이트.

1947년, 시드니 파버(Sidney Farber)가 이끄는 연구팀은 엽산의 유사체이며, 어린이 급성 림프모구성 백혈병의 관해를 유도할 수 있는 아미놉테린을 처음으로 선보였다. 엽산의 투여가 백혈병을 악화시킬 수 있고, 반대로 엽산이 부족한 식단은 백혈병을 호전시킬 수 있다는 발견이 이루어지면서 엽산 유사체의 개발에 박차가 가해졌다. 그러나 이런 효과가 왜 나타나는지, 그 기전은 여전히 알려져 있지 않다. 다른 엽산 유사체도 개발되는 중이었으며, 1950년에 들어서는 메토트렉세이트가 백혈병 치료제로 제안되었다. 1956년 발표된 동물 연구에서는 메토트렉세이트의 치료지수가 아미놉테린보다 우수하며, 메토트렉세이트가 치료 약제로 보다 선호되며 아미놉테린은 임상적으로 사용되지 않게 되었다.
1951년, 제인 C. 라이트(Jane C. Wright)는 메토트렉세이트를 고형 종양 치료에 사용하는 연구를 발표하였는데, 유방암에서 관해가 일어난다는 것을 밝혔다. 라이트의 연구팀은 백혈병이 아닌, 고형 종양에서 메토트렉세이트를 사용하는 연구를 처음 발표하였다. 민추리(李敏求)와 그 동료들은 1956년에 메토트렉세이트로 치료했을 때 여성의 담관암과 융모막샘종에서 완전 관해가 일어난다는 것을 보고하였고, 라이트 등은 1960년에 균상식육종에서 관해를 유도하는 데에 성공하였다.